# Eritrichium confertiflorum
Eritrichium confertiflorum är en strävbladig växtart som beskrevs av Wen Tsai Wang. Eritrichium confertiflorum ingår i släktet Eritrichium och familjen strävbladiga växter. Inga underarter finns listade i Catalogue of Life.